# Kissamos (Schiff)
Die Kissamos ist ein 1992 als Hercules in Dienst gestelltes Fährschiff der griechischen Reederei ANEK Lines. Sie wird seit 2024 auf der Strecke von Piräus nach Souda eingesetzt.

## Geschichte
Die Hercules wurde am 26. Juli 1991 unter der Baunummer 954 in der Werft von Mitsubishi Heavy Industries in Shimonoseki auf Kiel gelegt und lief am 22. November 1991 vom Stapel. Nach der Ablieferung an die in Iwanai ansässige Reederei Higashi Nihon Ferry am 15. April 1992 nahm das Schiff im selben Monat den Fährdienst von Jōetsu nach Muroran und Iwanai auf. Die Hercules war das zweite von insgesamt drei Schwesterschiffen: Die Hermes wurde bereits 1990 in Dienst gestellt, die Hestia folgte 1993.
1999 ging die Hercules in den Besitz der griechischen ANEK Lines über und wurde in Kriti V umbenannt. Nach einem Umbau in Perama erhielt das Schiff 2000 den Namen Lefka Ori und nahm im Juli desselben Jahres den Fährdienst zwischen Patras, Igoumenitsa, Korfu und Triest (ab 2005 Venedig) auf. Im September 2007 stand die Lefka Ori kurzzeitig unter Charter der algerischen Reederei CNAN zwischen Algier und Marseille im Einsatz, ehe sie wieder auf ihre übliche Route zurückkehrte. Im Februar 2012 wurde das Schiff in Piräus aufgelegt.
Im Juni 2012 charterte die Jeju Cruise Line die Lefka Ori und benannte sie im September 2012 in Antonios L um. Die Reederei plante einen Einsatz des Schiffes zur Insel Jejudo. Das Projekt wurde jedoch nicht verwirklicht, stattdessen lag die Antonios L über ein Jahr lang in Busan auf.
Im Dezember 2013 kehrte das wieder in Lefka Ori umbenannte Schiff nach Griechenland zurück und lag fortan in Perama auf. Im August 2014 ging es in den Besitz der Hellas 2 Leasing Maritime Company über. Im Februar 2015 wurde die Fähre an Blue Star Ferries verchartert und verkehrte seit April 2015 als Blue Galaxy zwischen Piräus und Kreta.
Im Februar 2024 kehrte die Blue Galaxy als Kissamos wieder zur Flotte von ANEK Lines zurück und steht seitdem zwischen Piräus und Souda im Einsatz.